# Seznam irskih dramatikov
Seznam irskih dramatikov

## B
- John Banim
- Sebastian Barry
- Samuel Beckett
- Brendan Behan
- Dominic Behan
- Dermot Bolger

## C
- Marina Carr
- Paul Vincent Carroll
- Padraic Colum

## D
- Roddy Doyle

## E
- St. John Greer Ervine

## F
- Brian Friel

## G
- Oliver Goldsmith
- Lady Augusta Gregory

## H
- Seamus Heaney
- Declan Hughes

## J
- Denis Johnston
- Marie Jones

## K
- Patrick Kavanagh
- John B. Keane
- Thomas Kilroy

## L
- Sheridan Le Fanu (1814–1873)

## M
- Martin McDonagh
- Conor McPherson
- M. J. Molloy
- George Moore
- Tom Murphy

## O
- Edna O'Brien
- Sean O'Casey
- Conal Holmes O'Connell O'Riordan

## R
- Ailís Ní Ríain
- Lennox Robinson

## S
- George Bernard Shaw
- Richard Brinsley Sheridan
- George Shiels
- Richard Steele
- John Millington Synge

## T
- William Trevor

## W
- Oscar Wilde

## Y
- W. B. Yeats